# Octave Mirbeau (sculpture)
Ne doit pas être confondu avec Octave Mirbeau.
Octave Mirbeau est une sculpture en plâtre de 1895 réalisée par Auguste Rodin pour l'écrivain Octave Mirbeau, aujourd'hui au musée Soumaya (Mexico). Ce dernier avait appris à connaître Rodin grâce aux sculptures L'Âge de bronze et La Porte de l'Enfer.
Octave Mirbeau a visité l'atelier d'Auguste Rodin, a publié la première description de La Porte de l'Enfer dans la revue La France, et a fait la promotion des autres œuvres de Rodin. Outre cette sculpture d'Octave Mirbeau, Auguste Rodin a montré à plusieurs reprises sa gratitude à l'écrivain qui a joué le rôle important de promoteur de son œuvre. Il a notamment écrit à Mirbeau : « Vous avez tout fait dans ma vie et vous avez réussi. »